# Tank Cemetery
Tank Cemetery is een Britse militaire begraafplaats met gesneuvelden uit de Eerste Wereldoorlog gelegen in de Franse gemeente Guémappe (departement Pas-de-Calais). De begraafplaats werd ontworpen door George Goldsmith en ligt in een veld op 700 m ten noordwesten van het centrum (gemeentehuis) van de Guémappe. De begraafplaats heeft een rechthoekig grondplan met een oppervlakte van 700 m² en wordt omsloten door een natuurstenen muur. Op een verhoogd deel van de muur in de noordoostelijke hoek staat het Cross of Sacrifice met ernaast de open toegang.
De begraafplaats wordt onderhouden door de Commonwealth War Graves Commission.
Er liggen 219 slachtoffers waaronder 25 niet geïdentificeerde. Onder de geïdentificeerde doden zijn er 193 Britten en 1 Canadees.
Voor vijf slachtoffers werden Special Memorials opgericht omdat hun graven niet meer gelokaliseerd konden worden en men neemt aan dat ze zich onder naamloze graven bevinden. 
Zes slachtoffers in rij A, die als geheel maar niet individueel geïdentificeerd zijn, worden eveneens herdacht met Special Memorials omdat hun graven niet meer gelokaliseerd konden worden. Rij F is één groot graf waarin 64 manschappen van de 7th Cameron Highlanders begraven liggen.

## Geschiedenis
Guémappe werd op 23 en 24 april 1917, twaalf dagen na Wancourt door de Britse troepen veroverd. Het dorp werd tijdens het Duitse lenteoffensief op 23 maart 1918 door hen veroverd maar op 26 augustus daaropvolgend door het Canadian Corps heroverd.
Tank Cemetery werd in april 1917 door gevechtseenheden aangelegd en door hen en veldhulpposten gebruikt tot juni daaropvolgend. Ze werd in 1918 ernstig beschadigd door artillerievuur.

### Onderscheiden militairen
- sergeant J. Drysdale (Cameron Highlanders) werd onderscheiden met de Distinguished Conduct Medal (DCM).
- korporaals Ernest Blair Thomson en John Kelly (Cameron Highlanders), korporaal S. Morris (Royal Field Artillery) en soldaat J.W. Briggs (The Loyal North Lancashire Regiment) werden onderscheiden met de Military Medal (MM).